# Buri Cape
Das Buri Cape (von koreanisch 부리 buri, deutsch ‚Schnabel‘) ist ein Kap im Südwesten von King George Island im Archipel der Südlichen Shetlandinseln. Es liegt auf der Südseite der Barton-Halbinsel.
Südkoreanische Wissenschaftler benannten es 2012 deskriptiv.